# Биляна Дудова
Биляна Живкова Дудова е българска състезателка по свободна борба.

## Биография
Учи в Югозападния университет „Неофит Рилски“ в Благоевград.
На 7 октомври 2021 година става световна шампионка в категория до 59 килограма в Осло.
На 4 май 2017 година става европейска шампионка в категория до 55 кг като побеждава във финала Катерина Янушкевич от Беларус с 9:3. През 2018 година повтаря успеха си на първенството в Каспийск, Русия. 
Биляна е от Нови Искър и се състезава за Рилски спортист. През 2016 година печели бронз на европейското първенство за девойки.
На 25 октомври 2018 година печели сребърен медал в категория до 57 килограма на световното първенство по борба в Будапеща, Унгария.
На 11 април 2019 година става европейска шампионка за трети пореден път. На 21 април 2021 година печели четвърто европейско злато във Варшава.
Биляна Дудова се състезава за (Юнак Локомотив Русе) от 2017 година